# Drake Bell
Jared Bell, detto Drake (Santa Ana, 27 giugno 1986), è un attore, cantautore e musicista statunitense.

## Biografia
Drake Bell è nato a Orange County, in California.
I suoi genitori sono Joe Bell e Robin Dodson, una giocatrice professionista di biliardo. Ha un patrigno, Roy, e due fratelli maggiori, Robert e Travis.
Drake ha frequentato la "Orange County High School of the Arts" a Santa Ana, in California.
È cugino di Heath Bell, giocatore professionista di baseball.
Il 29 dicembre 2005 Drake Bell è stato coinvolto in un incidente stradale sulla California State Route 1 di Los Angeles. Stava guidando con un amico, quando è avvenuto lo scontro frontale con un camion. I danni riportati sono state fratture al collo, la mandibola rotta in tre punti e diverse lacerazioni facciali. Secondo un'intervista rilasciata nel 2006, il dottore avrebbe affermato che Bell non sarebbe stato in pericolo di morte.
Supporta l'organizzazione non-profit The Thirst Project, dal 2009. Il contributo di Bell consiste in apparizioni in pubblico e in concerti di beneficenza. Nel 2010 l'organizzazione lo premia con il Pioneering Spirit Award, il riconoscimento più grande del progetto.

## Carriera

### Attore
Drake Bell per la prima volta è apparso nel 1994 in un episodio di Quell'uragano di papà intitolato Swing Time. Poi ha recitato nel film Jerry Maguire, nel 1996, interpretando Jesse Remo. Ha avuto un piccolo ruolo anche in Seinfeld nell'episodio The Frogger nel 1998. Nel 1999, ha partecipato allo spot per Pokémon Rosso e Blu. Nei primi anni del 2000, Drake ha recitato all'Amanda Show e fatto un'apparizione nella serie The Nightmare Room. Dal 2004 è Drake Parker nella serie di Nickelodeon, Drake & Josh. Durante questo periodo ha partecipato, interpretando se stesso, ad un episodio della serie Zoey 101. Nel 2006 Drake ha fatto il co-protagonista insieme alla sua collega in Drake & Josh, Miranda Cosgrove, nel film con Dennis Quaid I Tuoi, I Miei e I Nostri.
Nell'estate 2008, è protagonista del film Superhero - Il più dotato fra i supereroi. In agosto 2008, è il protagonista anche della commedia College. Drake parteciperà a una produzione di Virtus Entertainment, The Miracle of Santa Rosa. Reciterà anche in un'altra produzione di Virtus Entertainment, una mini-serie intitolata Flying Tigers. Drake ha recentemente partecipato a Merry Christmas, Drake & Josh insieme a Josh Peck, uscito il 5 dicembre 2008. È apparso anche in una serie online intitolata I Heart Vampires3.
Nel 2010, ha fatto un breve apparizione nei panni di Drake Parker in un episodio di iCarly intitolato iBoop. Ha interpretato Timmy Turner nel film per la televisione Un Fantafilm: Devi crescere, Timmy Turner!, adattamento della serie animata Due fantagenitori, trasmesso in TV nel 2011.
Bell ha anche partecipato ad un episodio di Victorious nel 2012, interpretando se stesso. Ha interpretato il ruolo di Shawn nel film di Nickelodeon Rags. Dal 2011 Bell doppia Spider-Man nella serie animata: Ultimate Spider-Man basata sull'omonimo fumetto. Ha recentemente ripreso il ruolo in The Avengers: Earth's Mightiest Heroes, rimpiazzando Josh Keaton, il quale interpretava in origine Peter Parker.

### Cantante

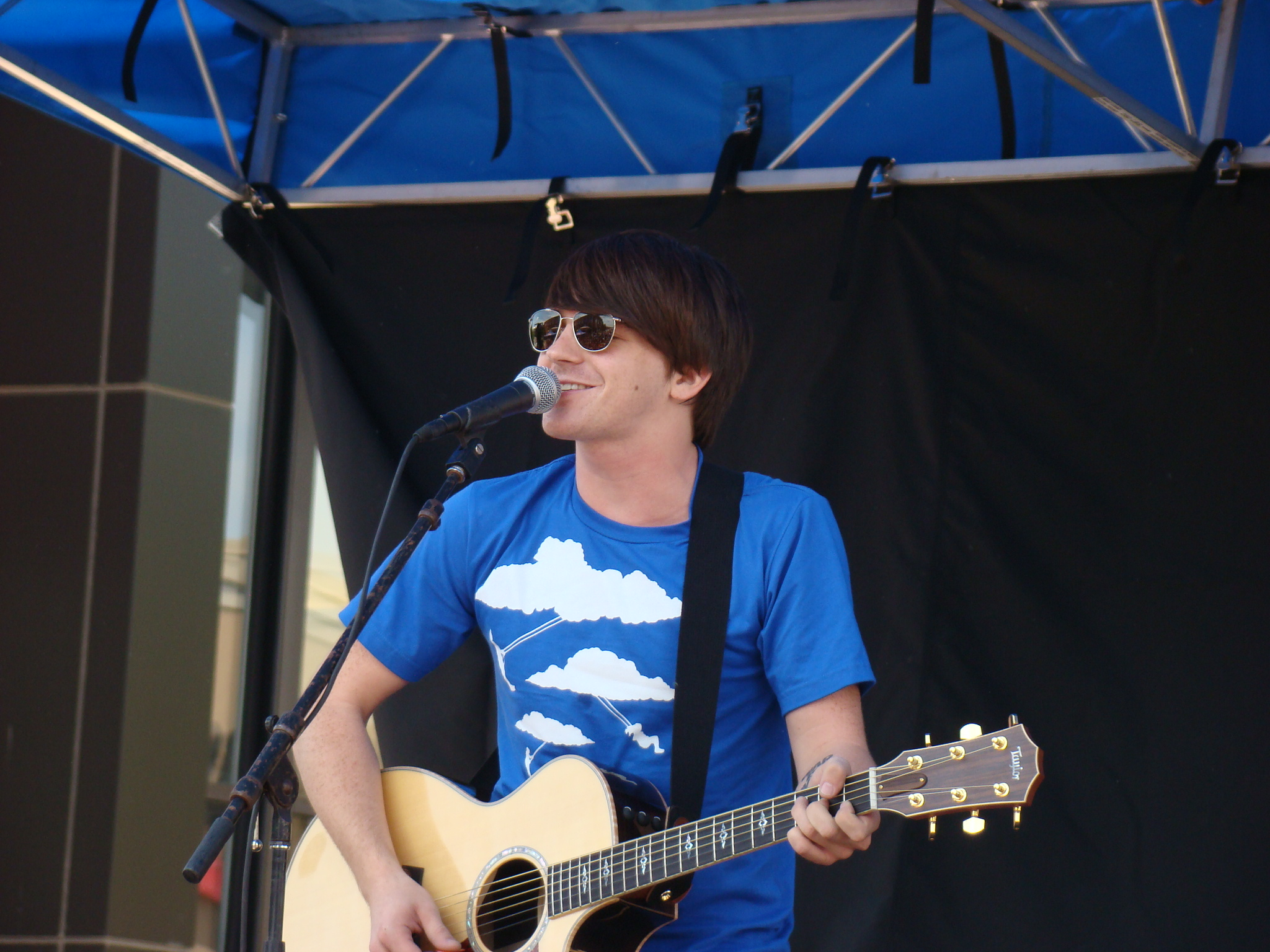
Drake Bell nel 2008

Il primo rapporto di Drake con la musica è stato quando ha partecipato al film del 2001 Chasing Destiny. Nel film, ha recitato insieme al cantante degli The Who, Roger Daltrey, che gli ha dato le sue prime lezioni di chitarra. Lui ha suonato e cantato per la prima volta in televisione nel 2002 con la sua prima canzone, Lost A Lover, in Amanda Show. Un'altra sua canzone, I Found A Way, è diventata la sigla di Drake & Josh, scritta insieme a due altri compositori.
Nel 2005, ha collaborato con la band Hawk Nelson in una canzone chiamata Bring 'Em Out, che è stata inserita nel film I tuoi, i miei e i nostri. Drake e il suo compagno nella band Michael Corcoran hanno composto la musica anche per le serie Zoey 101 e iCarly. Il suo album di debutto, Telegraph, è uscito indipendentemente il 27 settembre 2005.
Nel 2006, Bell ha firmato un contratto con l'Universal Music Group. Il 17 ottobre 2006 pubblica I Know, il suo primo singolo. Il suo secondo album, intitolato It's Only Time, è uscito il 5 dicembre 2006. Il 16 ottobre 2007 iTunes pubblica la versione di Radio Disney della sua canzone Makes Me Happy, il secondo singolo tratto dall'album It's Only Time. Drake ha dichiarato di essere fortemente influenzato dai The Beach Boys, Elvis Presley e Buddy Holly, ma soprattutto dai The Beatles.
Bell ha partecipato anche alla theme song per ICarly, Leave It All To Me con Miranda Cosgrove. Il video per la canzone è stato pubblicato il 24 maggio 2008. Ha registrato una canzone con Sara Paxton per il suo film Superhero - Il più dotato fra i supereroi chiamata Superhero! Song. Drake ha cantato anche molte canzoni natalizie nel film Merry Christmas, Drake & Josh.
Nel tardo 2007, Drake ha lavorato al suo terzo album, che originariamente doveva uscire nella primavera 2008. Si sono sentite poche nuove canzoni, una chiamata Sea Song, un'altra chiamata All Alone At The Disco, queste si possono sentire nel DVD Drake Bell In Concert. In molti altri concerti lui ha cantato Our Love e Yesterday's Fool. Drake ha annunciato Here am I su un messaggio SayNow.
Bell ha pubblicato un minuto di una edizione Spagnola-Inglese di All Alone at the Disco e un minuto e trenta secondi di Unbelievable sul suo MySpace ufficiale. Un'altra canzone Modern Times è stata introdotta nella pubblicità per Twalking. La versione completa della canzone si può ascoltare nel suo MySpace e Facebook. Nel sito ufficiale di Toby Gad, si può inoltre vedere un esclusivo dietro le quinte nel quale lui e Bell scrivono una canzone intitolata Nevermind.
Il 18 maggio 2011, il video musicale ufficiale per la nuova canzone You're Not Thinking è stato pubblicato su YouTube, ed è in rotazione in America Latina e Sud America (Messico MTV Top 10). Il nuovo singolo, Terrific, è stato pubblicato il 14 giugno 2011. Drake ha pubblicato digitalmente il suo nuovo EP A Reminder il 28 giugno, prodotto da John Fields (Medusa, Rooney, Jack's Mannequin, Jonas Brothers) a Los Angeles. Bell ha deciso di pubblicare A Reminder perché non dava sue notizie da qualche anno.
Il 31 luglio 2012 Drake ha scritto su Twitter di aver appena firmato un contratto discografico. L'11 agosto ha annunciato che si tratterà di un concept album e ha aggiunto che «sarà come entrare in una macchina del tempo e tornare agli anni '40 e '50.». Il 23 agosto 2012 Bell ha rivelato che il suo terzo album verrà registrato sotto l'etichetta Surfdog Records (Stray Cats, Brian Setzer, Eric Clapton, Dave Stewart, Agent 51, Glen Campbell) e che sarà prodotto dal presidente della Surfdog Records, Dave Kaplan. Il 28 gennaio 2014 Bell ha pubblicato un singolo dal prossimo album chiamato Bitchcraft. Il 4 febbraio 2014 è stato annunciato l'album Ready, Steady, Go!, uscito il 22 aprile 2014. Il 30 giugno 2017, dopo tre anni dal suo ultimo album, esce il suo terzo EP chiamato Honest.

## Problemi legali

### Guida in stato di ebbrezza
Il 21 dicembre 2015 Bell è stato arrestato per  guida in stato di ebbrezza a Glendale (California) alle 2:45 del mattino dopo che gli agenti di polizia lo hanno visto sterzare e guidare ben oltre il limite di velocità. Successivamente è stato rilasciato con una cauzione di 20000 $ e si è dichiarato non colpevole. Nel settembre 2016, Bell è stato dichiarato colpevole e condannato a quattro giorni di carcere e quattro anni di libertà vigilata e gli è stato imposto di frequentare un programma di educazione sull'abuso di alcol; Bell lo ha frequentato solo un giorno per buona condotta. Bell è stato precedentemente accusato di guida in stato di ebbrezza nel 2010 in relazione a un incidente a San Diego nel 2009.

### Pedofilia
Il 4 giugno 2021, Bell è stato arrestato a Cleveland (Ohio), con l'accusa relativa a "tentativo di mettere in pericolo bambini e diffondere materiale dannoso per i minori". Un pubblico funzionario dell'informazione presso l'ufficio del procuratore della Contea di Cuyahoga, ha affermato che "la vittima quindicenne, che aveva stabilito una relazione con Bell diversi anni prima, ha assistito al suo concerto nel dicembre 2017 […] Mentre era lì, Bell ha violato il suo dovere di diligenza e, così facendo, ha creato un rischio di danno per la vittima". La polizia di Cleveland ha anche scoperto che Bell aveva inviato "messaggi sui social media inappropriati" a minori per "mesi prima del concerto". Bell aveva 31 anni al momento del presunto incidente. Bell si è dichiarato non colpevole ed è stato liberato con una cauzione personale di 2500 $ e gli è stato ordinato di fornire un campione di DNA. Ha accertato di non avere avuto contatti con la presunta vittima. Un'udienza preliminare è prevista per il 23 giugno. Il 23 giugno Bell si è dichiarato colpevole di entrambe le accuse. Il 12 luglio 2021, Bell è stato condannato a due anni di libertà condizionata e 200 ore di servizio alla comunità (che potrebbe completare in California). Inoltre non gli è permesso avere alcun contatto con la sua vittima.

## Band
- Drake Bell - voce, chitarra, clavicembalo
- Aleksander Osio - chitarra, seconda voce
- Thomas Drayton - basso
- Scott Simons - tastiera

## Ex band (inizio 2010)
- Drake Bell - voce, chitarra, pianoforte, clavicembalo
- Michael Corcoran - chitarra, seconda voce
- Steve McMorran - basso
- Luke Miller - tastiera
- Jamie Wollam - batteria
- Zack Hexum - sassofono, chitarra, tastiera, clarinetto
- Garret Smith - trombone
- Stewart Cole - tromba

## Tour 2013
A maggio è stato annunciato il suo nuovo tour che si terrà dal 2 al 20 ottobre 2013. Il 31 agosto 2013, Drake annuncia che non sarà in grado di affrontare il tour a causa del suo nuovo film, che girerà nel periodo previsto per il tour. Di conseguenza, la cancellazione è stata inevitabile.

## "Splash"
Drake Bell ha partecipato alla prima stagione del reality "Splash". In questo reality le star americane si esibiscono in una gara di tuffi, e in ogni puntata si chiede uno sforzo maggiore per aumentare la difficoltà dei tuffi. Drake Bell è stato uno dei migliori ed è riuscito ad arrivare in finale mostrando una particolare predisposizione per i tuffi.

## Filmografia

### Cinema
- Serenata alla luna (The Neon Bible), regia di Terence Davies (1995)
- Drifting School - Avventura Nel Tempo (Drifting School), regia di Junichi Mimura (1995)
- Jerry Maguire, regia di Cameron Crowe (1996)
- Dill Scallion, regia di Jordan Brady (1999)
- Alta fedeltà (High Fidelity), regia di Stephen Frears (2000)
- Perfect Game, regia di Dan Guntzelman (2000)
- I tuoi, i miei e i nostri (Yours, Mine & Ours), regia di Raja Gosnell (2005)
- Superhero - Il più dotato fra i supereroi (Superhero Movie), regia di Craig Mazin (2008)
- College, regia di Deb Hagan (2008)

### Televisione
- Quell'uragano di papà (Home Improvement) - serie TV, 1 episodio (1994)
- The Amanda Show - serie TV, 24 episodi (1999-2001)
- The Jack Bull, regia di John Badham - film TV (1999)
- The Nightmare Room - serie TV, episodio 1x10 (2002)
- All That - serie TV (2004-2005)
- Drake & Josh – serie TV, 60 episodi (2004-2007)
- Zoey 101 - serie TV, 1 episodio (2005)
- Drake & Josh Go Hollywood, regia di Steve Hoefer - film TV (2006)
- Merry Christmas, Drake & Josh, regia di Michael Grossman (2008)
- I Heart Vampires - serie TV, 2 episodi (2010)
- iCarly - serie TV, 1 episodio (2010)
- Un fantafilm - Devi crescere, Timmy Turner! (A Fairly Odd Movie: Grow Up, Timmy Turner!), regia di Savage Steve Holland - film TV (2011)
- Victorious - serie TV, 2 episodi (2011-2012)
- Un Fanta Natale (A Fairly Odd Christmas), regia di Savage Steve Holland - film TV (2012)
- Rags, regia di Billie Woodruff - film TV (2012)
- The Reef 2: High Tide, regia di Mark A.Z. Dippé e Taedong Park - film TV (2012) - voce
- Avengers - I più potenti eroi della Terra (The Avengers: Earth's Mightiest Heroes) - serie animata, 3 episodi (2012) - voce
- Sam & Cat - serie TV, 1 episodio (2013)
- Ultimate Spider-Man serie animata, 104 episodi (2012-2016) - voce
- Grandfathered - Nonno all'improvviso (Grandfathered) - serie TV, 1 episodio (2016)

### Videogiochi
- Kingdom Hearts III (2019)

## Doppiatori italiani
Nelle versioni in italiano delle opere in cui ha recitato, Drake Bell è stato doppiato da:
- Leonardo Graziano in Drake & Josh, Drake & Josh Go Hollywood, Drake & Josh: Really Big Shrimp, Buon Natale, Drake & Josh, Un Fantafilm: Devi crescere, Timmy Turner!, Rags, Un Fantafilm: Un Fantanatale!, Un Fantafilm: Il Fantaparadiso
- Alessandro Rigotti in Zoey 101
- Lorenzo De Angelis in The Amanda Show
- Flavio Aquilone in I tuoi, i miei e i nostri
- Davide Perino in Superhero - Il più dotato fra i supereroi

Da doppiatore è sostituito da:
- Davide Perino in Ultimate Spiderman

## Discografia

### Album in studio
- 2005 - Telegraph
- 2006 - It's Only Time
- 2014 - Ready, Steady, Go!

### EP
- 2007 - The Nashville Sessions
- 2011 - A Reminder
- 2017 - Honest

### DVD
- 2008 - Drake Bell in Concert

### Singoli
| Anno | Canzone                   | Posizione in classifica | Posizione in classifica | Posizione in classifica | Album          |
| Anno | Canzone                   | U.S. Hot 100            | U.S. Pop 100            | Hot Digital Tracks      | Album          |
| ---- | ------------------------- | ----------------------- | ----------------------- | ----------------------- | -------------- |
| 2006 | "I Know" (promo)          | -                       | -                       | -                       | It's Only Time |
| 2007 | "Makes Me Happy"          | 103                     | 67                      | 45                      | It's Only Time |
| 2008 | "Superhero! Song" (promo) | -                       | -                       | -                       |                |
| 2011 | "Terrific"                | -                       | -                       | -                       | A Reminder     |
| 2014 | "Bitchcraft"              | -                       | -                       | -                       | A Reminder     |

## Riconoscimenti
| Anno | Premio                                       | Categoria                                     |
| ---- | -------------------------------------------- | --------------------------------------------- |
| 2006 | Blimp Award (Kids' Choice Awards)            | Favorite TV Actor (Drake & Josh)              |
| 2007 | Blimp Award (Kids' Choice Awards)            | Favorite TV Actor (Drake & Josh)              |
| 2007 | Blimp Award (UK Kids' Choice Awards)         | Best Male Singer                              |
| 2007 | Blimp Award (UK Kids' Choice Awards)         | Best TV Show (Drake & Josh)                   |
| 2008 | Blimp Award (Kids' Choice Awards)            | Favorite TV Actor (Drake & Josh)              |
| 2008 | Blimp Award (KCA Brasile 2008)               | Favorite International Artist                 |
| 2008 | Surfboard Award (Teen Choice Awards)         | Choice Movie Breakout Actor (Superhero Movie) |
| 2009 | Blimp Award (Australian Kids' Choice Awards) | Fave International TV Star                    |